# Акери
Акери (фр. Acheri) — в индийском фольклоре призрак или дух маленькой девочки, который якобы спускается с гор и холмов в человеческие деревни по ночам, чтобы принести людям, в особенности детям, болезни. Некоторыми источниками ошибочно приписывается верованиям североамериканских индейцев.
Согласно легендам, этот призрак имеет вид девочки с чёрными или необычно тёмными глазами. Днём акери якобы спит, а ночью спускается на равнины, чтобы разносить болезни. Наибольшей опасности якобы подвержены дети, которые могут заболеть от соприкосновения с отбрасываемой духом тенью. Также считалось, что акери приносит смерть пожилым людям и людям с ослабленным иммунитетом. Акери якобы носит с собой барабан, в который стучит, и скорбным голосом поёт о скорой смерти тех, кто её слышит, или о его близких, чаще всего детях. Спастись от неё можно, повязав на шею красную ленту.